# Ван Хелсінг: Лондонське призначення
Ван Хелсінг: Лондонське призначення (англ. Van Helsing: The London Assignment) — мультфільм 2004 року режисера Шерона Бріджмена, про події, що відбуваються до початку другої сцени фільму Ван Хелсінг, тобто є мідквелом.
Продюсерами стрічки, що триває 30 хвилин, виступили Джон Кафка, Стівен Соммерс та Боб Дюксей. Сценарій написали Г. Рівз-Стівенс і Ю. Рівз-Стівенс. Музику на писав Джон Ван Тонгерен. Монтажер — Кен Соломон. Компанія — Universal Home Video, Inc. Прем'єра відбулася 11 травня 2004 року.

## Ролі озвучували
Г'ю Джекмен у ролі Габріеля Ван Хелсінга — у мультиплікаційному варіанті мисливець на чудовиськ ще не має скорострільного бензинового арбалету, а тому користується звичайним. Окрім цієї зброї він має ще два револьвери зі срібними кулями, пістолет, що стріляє канатом, дробовик, розп'яття, а також ряд зброї, яка не була представлена у фільмі. Серед цього екіпірування дрібні леза з хрестиками, кинджал, меч, висувні металічні кігті, рідина, яку видно в спеціальних окулярах (її він використовує, щоб відстежувати чудовиськ за слідами, що не видимі неозброєним оком) і пістолет із свяченою водою.
Девід Венгем у ролі ченця Карла  винахідник, що конструює прилади і нові види зброї для Ван Хелсінга. Цей образ трохи комічний.
Алан Армстронг у ролі кардинала Жінетте — керівник Лицарів Святого Ордену, таємної організації, що протистоїть злу століттями. Штабквартира Ордену знаходиться у Ватикані (Рим, Італія).
Роббі Колтрейн у ролі містера Едварда Гайда — зле альтер-его доктора Генрі Джекіла, що робило за нього всі лихі справи і володіло величезною силою.
Двайт Шульц у ролі доктора Генрі Джекіла — лікар королеви Вікторії, що створив речовину, яка розділяла його сутність на добру і злу.
Тара Стронг і Тресс Мак-Нілл у ролі королеви Вікторії у різному віці.
Джон ДіМаджіо у ролі служника доктора Джекіла — служник належав також до темних сил.
Також епізодичні ролі озвучували: Грей Деслісл, Скот Мосенсон, Роджер Джексон і Джулія Флетчер.

## Зміст
Хтось вбиває на вулицях нічного Лондона молодих жінок і забирає їх душі. Потім ці душі доктор Джекіл додає до ліків королеви Вікторії, які вона приймає, щоб помолодшати.
Ван Хелсінг тренується у Ватикані, знищуючи опудала всіляких монстрів. Він отримує від кардинала Жінетте завдання: знайти вбивцю. Для цього він вирушає разом з Карлом до Лондону. Тут він одразу зустрічає таємничого ворога — містера Гайда, якому вдається втекти від Ван Хелсінга, а того приймають за вбивцю. Містер Хайд перетворюється на доктора Джекіла і вирішує сховати молоду королеву Вікторію у підземеллі. Ще будучи студентом він у неї закохався і тому зараз лікує її.
Ван Хелсінг вигадує план захоплення містера Гайда. Карл перевдягається у даму, щоб підманити Гайда. План спрацьовує і починається гонитва у поїзді. Але ворог мисливця тікає у підземелля, де на Габріеля і Карла нападають мерці, але вони спалюють їх свяченою водою. Тут вони знаходять молоду леді, яка говорить їм, що вона королева Вікторія, з якою збирається одружитись доктор Джекіл/Гайд. Доктор нападає на трійцю і забирає з собою королеву. Ван Хелсінг і Карл вибираються з підземелля вантажною шахтою і опиняються на подвір'ї Букінгемського палацу. Тут Габріель знищує слугу Гайда і переслідує втікачів. Доктор Джекіл і королева Вікторія злітають на повітряній кулі, але вона падає на Тауерський міст. Містер Хайд отримує поранення від Ван Хелсінгової зброї і падає в Темзу.
Королева Вікторія зі своїми рятівниками повертається у палац, де вирішує винагородити Ван Хелсінга поцілунком. В цей час вона знов стає старою і кличе варту. Ван Хелсінг і Карл тікають. Тепер ченець повертається до Ватикану, а Ван Хелсінг переслідує потяг до Парижа, на якому їде доктор Джекіл.